# Lynds' Catalogue of Bright Nebulae

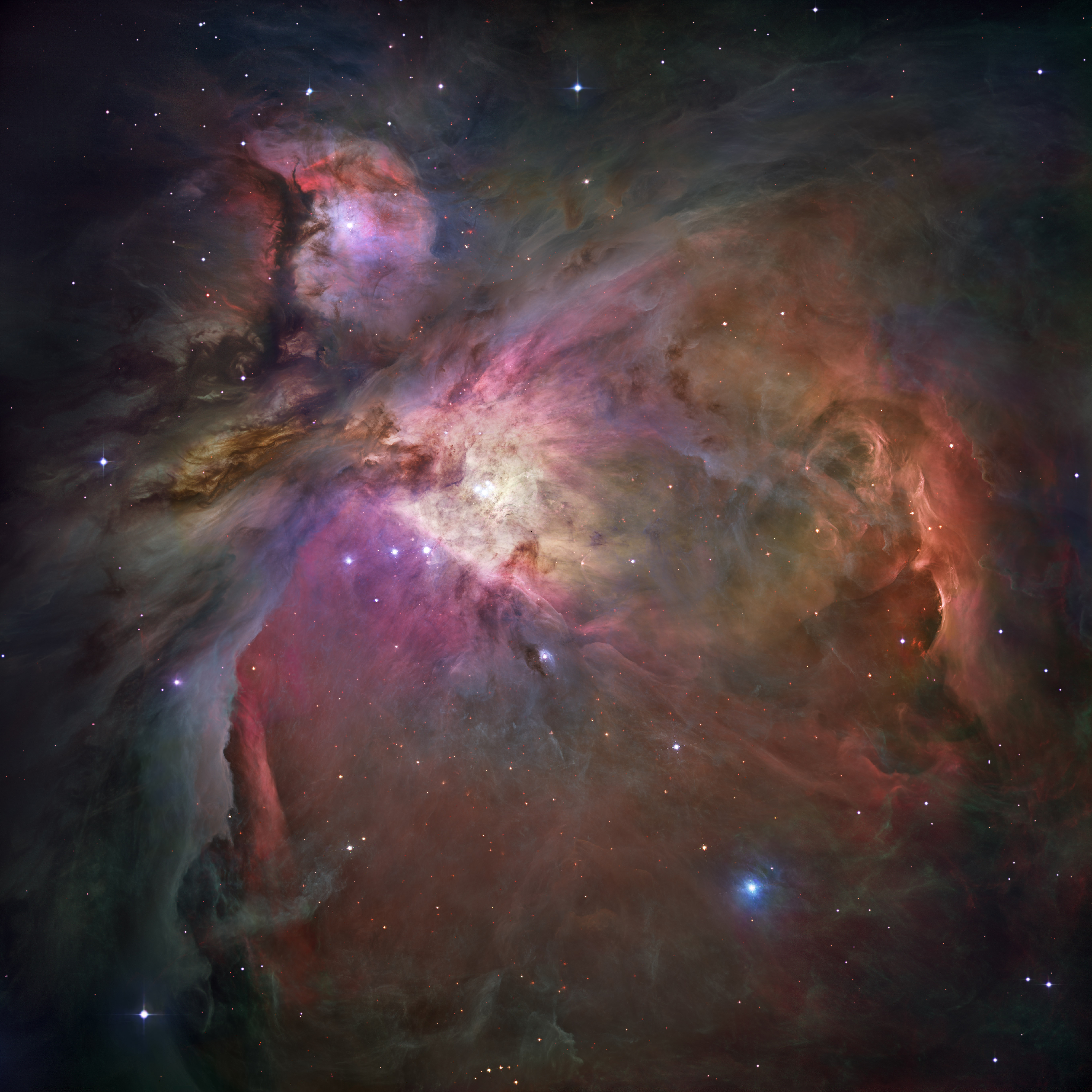
In one of the most detailed astronomical images ever produced, NASA's Hubble Space Telescope captured an unprecedented look at the Orion Nebula. ... This extensive study took 105 Hubble orbits to complete. All imaging instruments aboard the telescope were used simultaneously to study Orion. The Advanced Camera mosaic covers approximately the apparent angular size of the full moon.

Le Lynds' Catalog of Bright Nebulae est un catalogue astronomique qui recense 1791 nébuleuses brillantes.
Les objets répertoriés dans le catalogue sont numérotés de 1 à 1791, avec le préfixe LBN (à ne pas confondre avec LDN, ou Lynds' Catalogue of Dark Nebulae, le catalogue des nébuleuses sombres de Lynds), bien que de nombreuses entrées aient également d'autres désignations. Par exemple, LBN 974, la nébuleuse d'Orion est également connue sous le nom de M42 et NGC 1976.
Il a été initialement compilé dans les années 1960 par Beverly Lynds. Les objets du catalogue incluent (entre autres) les coordonnées des nébuleuses, la luminosité de 1 à 6 (1 étant la plus brillante et 6 étant à peine détectable), la couleur et la taille, et liste les références dans d'autres catalogues s'ils existent déjà,.